# Villamiel de Toledo
Villamiel de Toledo – gmina w Hiszpanii, w prowincji Toledo, w Kastylii-La Mancha, o powierzchni 41,68 km². W 2011 roku gmina liczyła 941 mieszkańców.